# アクアキャンディー
アクアキャンディー（AQUA CANDY）は、かつてタイタンに所属していた日本のお笑いコンビ。タイタンの学校2期出身、2022年2月18日解散。

## メンバー
石井 康平（いしい こうへい、1992年7月14日（32歳） - ）
神奈川県横浜市出身、星槎国際高等学校卒業。
趣味はゲーム（ドラクエ、ポケモンなど）、自由律俳句。
特技は槇原敬之の曲を聴く（イントロ・歌詞の一部を聴けばどの曲か分かる）、辛いものを無表情で食べられる、人に気付かれない、おばさんに気に入られる。
小4～中3年まで不登校児で、高校も不登校だった人が通う高校へ行っていた。当時の体験談などが綴られた電子書籍『不登校芸人の夜ふけ』が代官山ブックスより2021年8月3日に発売された。
スクールJCA22期出身。かつてはプロダクション人力舎に所属し、同期である加賀谷秀明（現・フタリシズカ）とコンビ「アクアプラス」としてデビュー、2015年9月に解散。また短期間ながら、こじま観光と「マチェーテ」、坂本No.1（現・TCクラクション）と「クリーニングマン」というコンビをそれぞれ組んでいた。その後、タイタンの学校に入るまでしばらく芸人活動を休止していた。

佐野 寛（さの かん、1996年5月10日（28歳） - ）
静岡県静岡市清水区出身、静岡県立清水東高等学校・関西学院大学社会学部卒業。
趣味は3年B組金八先生（特に5〜7シリーズ）、散歩、スポーツ観戦（サッカー日本代表戦2010年以降の全試合、高校野球2015年〜2018年は全試合を現地観戦）。
特技は金八占い、作文（どんなに小さい事でも1,000字以上に膨らませられる）、競馬解説（競馬を知らない人にも分かりやすく説明できる。馬を芸人などにたとえて解説）。
直の先輩である田中裕二（爆笑問題）に対抗してタイタンの競馬好き若手芸人が集まって結成された『タイタン競馬部』へ属している。他のメンバーはダニエルズ・川合亮太（シティホテル3号室）・ヱビス神。
座右の銘は「1ミリでもやりたいと思ったらやってみること」。就活中は放送作家のようにテレビを裏から支える仕事をしたいと考えていたが、パフォーマーもしたいという思いが捨てきれず己の座右の銘もあって芸人の道を選び、当時決まっていた内定を全て断った。芸人になる相談に乗っていた大学職員たちは素直に応援してくれたという。
コンビ解散後は、オーニシリョーガ（元クレソン）と2022年6月1日にコンビ「クニ」を結成。その後、同年12月にコンビ名を「バターヤング」に改名した。

## 来歴
2019年9月結成。タイタンの学校2期出身によるコンビ。
2022年2月15日、双方のTwitterアカウントにて解散を発表。同月18日出演の事務所ライブ『TITAN LIVE Pandora』が、アクアキャンディーとしての最後の舞台となった。今後については現時点で石井は未定だが佐野は活動を継続するとしている。

## 芸風
主にコント。タイタンの最若手によるライブ「TITAN LIVE Pandora」では観客票を最も多く集めた経験を持つ。
M-1グランプリに出場して漫才を演じることもあった。

## 出演

### テレビ
- 全力!脱力タイムズ（フジテレビ、2021年9月3日）佐野のみ[16]
- 水曜日のダウンタウン（TBSテレビ、2021年10月20日）リモート出演[17]

## 著書

### 電子書籍
- 不登校芸人の夜ふけ（2021年8月3日、代官山ブックス） - 石井[3]